# Canadian Rugby Championship 2014
Canadian Rugby Championship 2014 – szósta edycja najwyższej klasy rozgrywkowej w męskim rugby union w Kanadzie. Zawody odbywały się w dniach 9 sierpnia–27 września 2014 roku.

## Informacje ogólne
W połowie stycznia 2014 roku został ogłoszony harmonogram rozrywek. Po raz pierwszy zostały one zaplanowane jako pełny system ligowy – każdy z zespołów grał z każdym u siebie i na wyjeździe. Zwycięzca meczu zyskiwał cztery punkty, za remis przysługiwały dwa punkty, porażka nie była punktowana, a zdobycie przynajmniej czterech przyłożeń lub przegrana nie więcej niż siedmioma punktami premiowana była natomiast punktem bonusowym.
Tytuł znajdował się na szali do ostatniej kolejki – na czele tabeli z czteropunktową przewagą nad Ontario Blues znajdował się zespół Prairie Wolf Pack posiadający też lepszy bilans małych punktów. Zawodnicy z Ontario w ostatnim spotkaniu bonusowo pokonali Atlantic Rock zapewniając sobie tym samym czwarty tytuł z rzędu.

## Faza grupowa
| 9 sierpnia 201418:30 | Prairie Wolf Pack | 31:10 | BC Bears | Calgary Rugby Park, Calgary |
| 9 sierpnia 201418:30 |                   | 31:10 |          | Calgary Rugby Park, Calgary |

| 16 sierpnia 201416:30 | Ontario Blues | 20:11 | Atlantic Rock | Twin Elm Rugby Park, Ottawa |
| 16 sierpnia 201416:30 |               | 20:11 |               | Twin Elm Rugby Park, Ottawa |

| 16 sierpnia 201419:00 | BC Bears | 3:30 | Prairie Wolf Pack | Apple Bowl, Kelowna |
| 16 sierpnia 201419:00 |          | 3:30 |                   | Apple Bowl, Kelowna |

| 4 września 201418:30 | Prairie Wolf Pack | 3:28 | Ontario Blues | Ellerslie Rugby Park, Edmonton |
| 4 września 201418:30 |                   | 3:28 |               | Ellerslie Rugby Park, Edmonton |

| 4 września 201418:00 | BC Bears | 63:6 | Atlantic Rock | Klahanie Park, Vancouver |
| 4 września 201418:00 |          | 63:6 |               | Klahanie Park, Vancouver |

| 7 września 201413:00 | Prairie Wolf Pack | 53:5 | Atlantic Rock | Calgary Rugby Park, Calgary |
| 7 września 201413:00 |                   | 53:5 |               | Calgary Rugby Park, Calgary |

| 7 września 201413:00 | BC Bears | 20:30 | Ontario Blues | Klahanie Park, Vancouver |
| 7 września 201413:00 |          | 20:30 |               | Klahanie Park, Vancouver |

| 18 września 201417:30 | Atlantic Rock | 10:31 | Prairie Wolf Pack | Swilers Rugby Complex, St. John’s |
| 18 września 201417:30 |               | 10:31 |                   | Swilers Rugby Complex, St. John’s |

| 18 września 201420:00 | Ontario Blues | 29:11 | BC Bears | University of Guelph, Guelph |
| 18 września 201420:00 |               | 29:11 |          | University of Guelph, Guelph |

| 21 września 201413:00 | Ontario Blues | 26:29 | Prairie Wolf Pack | Peterborough Rugby Club, Peterborough |
| 21 września 201413:00 |               | 26:29 |                   | Peterborough Rugby Club, Peterborough |

| 21 września 201415:00 | Atlantic Rock | 20:26 | BC Bears | Swilers Rugby Complex, St. John’s |
| 21 września 201415:00 |               | 20:26 |          | Swilers Rugby Complex, St. John’s |

| 27 września 201415:00 | Atlantic Rock | 5:45 | Ontario Blues | Swilers Rugby Complex, St. John’s |
| 27 września 201415:00 |               | 5:45 |               | Swilers Rugby Complex, St. John’s |

## Statystyki
| Punkty | Nazwisko       | Drużyna           | Przyłożenia | Podwyższenia | Karne | Dropgole |
| ------ | -------------- | ----------------- | ----------- | ------------ | ----- | -------- |
| 76     | Gordon McRorie | Prairie Wolf Pack | 4           | 13           | 10    | 0        |
| 73     | Derek Daypuck  | Ontario Blues     | 0           | 14           | 15    | 0        |
| 43     | Pat Kay        | BC Bears          | 2           | 9            | 5     | 0        |

| Poz. | Nazwisko       | Drużyna           | Przyłożenia |
| ---- | -------------- | ----------------- | ----------- |
| 1.   | Gordon McRorie | Prairie Wolf Pack | 4           |
| =    | Graham Turner  | Prairie Wolf Pack | 4           |
| =    | Sean White     | BC Bears          | 4           |